# Lapis Niger

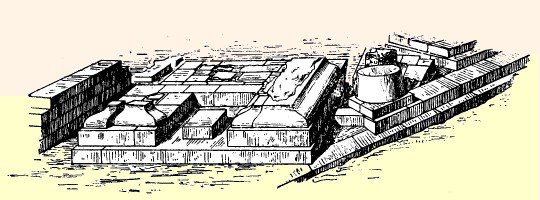
Diagrama (1906) del Lapis Niger excavado en el Foro Romano. Son visibles el sacellum (santuario en miniatura; izquierda), la columna de toba truncada (derecha) y la estela rectangular con inscripciones (detrás del trozo de columna).

La Lapis Niger (en latín: piedra negra) es un antiguo santuario en el Foro Romano. Junto con el Volcanal con el que se relaciona (un santuario a Vulcano), constituye los únicos restos que quedan del antiguo Comicio, una zona antigua de asamblea que precedió al Foro y se cree que derivaba de un lugar de culto arcaico del siglo VII u VIII a. C.
La losa de mármol negro (siglo I a. C.) y moderno cierre de hormigón (principios del siglo XX) del Lapis Niger están encima de una antigua tumba o altar y un bloque de piedra con una de las primeras inscripciones conocidas en latín (h. 570–550 a. C.). El monumento de la superestructura y el santuario pudieron haber sido construidos por Julio César durante su reorganización del espacio del Foro y del Comicio. Alternativamente, esto pudo haberse hecho una generación antes por Sila en el curso de uno de sus proyectos constructivos alrededor de la Curia Hostilia. 
Mencionada en muchas de las descripciones antiguas del Foro que datan de la época de la República y los primeros días del Imperio, el significado del Lapis Niger resultaba oscuro y misterioso incluso para los romanos posteriores, aunque siempre constituyó un lugar sagrado y de gran significado para los romanos. La Lapis Niger fue redescubierta a finales del siglo XIX por el arqueólogo italiano Giacomo Boni.
Está construida en lo alto de un punto sagrado formado por objetos mucho más antiguos que se encontraban a metro y medio por debajo del actual nivel del suelo. El nombre «piedra negra» pudo haberse referido en origen al bloque de piedra negra o puede referirse al posterior pavimento de mármol negro sobre la superficie. Ubicada en el Comicio en frente de la Curia Julia, esta estructura sobrevivió durante siglos debido a una combinación de trato reverencial y construcción encima durante la época de principios del Imperio romano. 

## Historia
Se cree que este monumento se remonta a los tiempos de la monarquía, entre los siglos VIII y VI a. C., ya que la inscripción se refiere a un rey [rex, en concreto aparece la palabra RECEI (=regi, rex en latín arcaico)], aunque puede referirse a la figura del sacrorum rex (un alto funcionario religioso de principios de la República), lo que la situaría en los primeros años de la República romana.

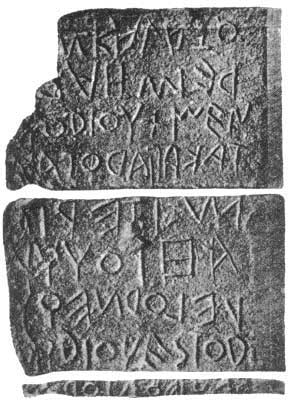
Detalle de la Lapis Niger en el Foro Romano.

En algún momento de la historia, los romanos se olvidaron del significado original de este santuario. Esto llevó a varias historias enfrentadas sobre su origen. Algunos romanos creían que la Lapis Niger marcaba la tumba del primer rey de Roma, Rómulo, o el lugar donde fue asesinado por miembros del Senado; la tumba de Hosto Hostilio, abuelo del rey Tulio Hostilio; o la ubicación donde Faustulo, padre adoptivo de Rómulo, cayó en la batalla. 
Los primeros escritos que se refieren a este lugar lo consideran como un suggestum donde los primeros reyes de Roma hablarían a la multitud en el Foro y al Senado. Los dos altares son comunes en santuarios de todo el período romano más antiguo o finales del etrusco.
Se menciona la Lapis Niger de una manera insegura y ambigua por varios autores de principios del período imperial: Dionisio de Halicarnaso, Plutarco y Festo. No parecen saber cuál de las antiguas historias sobre el santuario debía creerse. 
En noviembre de 2008 una intensa lluvia dañó la cubierta de hormigón que había estado protegiendo el Volcanal y sus monumentos desde los años cincuenta. Esto incluye el bloque de piedra inscrita (el mármol y la cubierta de cemento es una mezcla del mármol negro original; se dice que sirvió para cubrir el lugar por Sila, y el moderno cemento usado para crear y mantener el mármol en su lugar). Hoy un toldo protege los antiguos restos hasta que se repare la cubierta, permitiendo al público ver el suggestum original por vez primera en 50 años.  Desafortunadamente, la naturaleza de las cubiertas y las reparaciones en desarrollo hacen imposible ver el Lapis Niger, que queda varios metros por debajo. 
Según las investigaciones actuales, el texto es el de un edicto que protegía el mausoleo de un alto personaje relacionado con la fundación de la ciudad, amenazando de muerte a quien lo profanase.
Su descubrimiento tuvo una enorme relevancia como primera evidencia arqueológica de que realmente hubo reyes en Roma. Muchos historiadores escépticos dudaban de que el "período monárquico" citado por las fuentes clásicas hubiese existido realmente. El RECEI de la inscripción evidencia que hubo en la Roma arcaica algún tipo de monarquía.

## Descripción
La Lapis Niger pasó por varias encarnaciones. Las versiones iniciales fueron destruidas por el fuego o el saqueo de la ciudad por los galos y enterradas bajo las losas de mármol negro. Se cree que esto lo hizo Sila; aunque también se ha argumentado que Julio César pudo haber enterrado el sitio durante su reorganizción del Comitium. Pero básicamente hay dos consagraciones sucesivas: un santuario de estilo tradicional, que fue arrasado y enterrado bajo lápidas de mármol negro en el curso del siglo I a. C., dando así al sitio una segunda consagración. 

### El santuario original

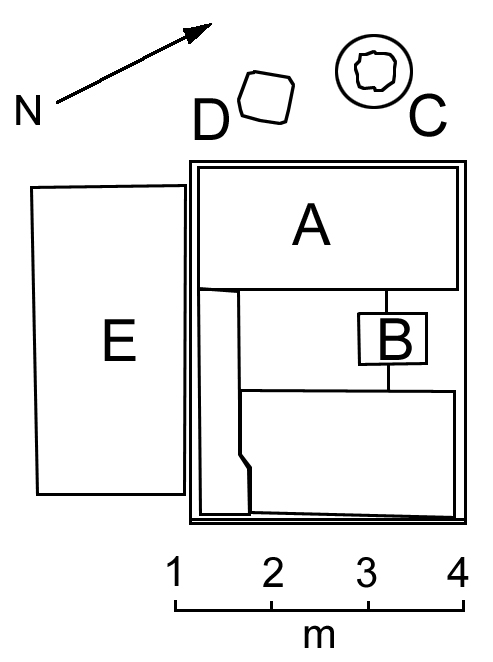
Plano del santuario del Lapis Niger, bajo el Foro Romano

La versión original del yacimiento, excavado por vez primera en 1899, incluía un altar de tufo a tres antae y un cipo de forma trapezoidal con una inscripción muy fragmentaria en latín arcaico. Posiblemente sea la inscripción latina más antigua que se conserva. Es la letra D en el plano.
Un altar en forma de U (o, posiblemente, una tumba) de la que sólo queda la base, se añadió algún tiempo después. El altar es la letra A del plano, no subsistiendo más que la base perteneciente a una estructura no identificada (letra E).
Delante del altar hay otros dos basamentos que podrían haber sido agregados por separado del altar principal. El anticuarista Marco Verrio Flaco (cuyo trabajo se conserva sólo en el epítome de Pompeyo Festo), contemporáneo de Augusto describió una estatua de un león descansando colocado en cada base: «así como pueden verse hoy en día custodiando las tumbas». A veces se alude a esto como el Volcanal. 
También se añadió, en otro momento, una columna honorífica, que posiblemente tuviera una estatua en lo alto. La base de la columna está señalada en el plano con la letra C.
Las excavaciones arqueológicas (1899–1905) revelaron varias dedicatorias a partir de fragmentos de cerámica, estatuas y piezas de sacrificios de animales alrededor del yacimiento en una capa de grava deliberadamente colocada ahí. Todos estos artefactos datan de una Roma muy antigua, entre el siglo VII y el V a. C.

### El segundo santuario
Los monumentos del primer santuario quedaron ocultos en un momento no determinado, ya fuera por actos de vandalismo, o para elevar el nivel del foro. El material de relleno del nivel primitivo contenía cenizas, estatuillas de bronce, terracota, cerámicas que iban desde el siglo IV a. C. y elementos de épocas posteriores, que colocarían el enterramiento a lo más tardar hacia los siglos II o I a. C.
La segunda versión, colocada cuando la primera fue demolida en el siglo I a. C. para hacer hueco a un mayor desarrollo del Foro, es un santuario mucho más simple. 
Un pavimento de mármol negro fue colocado encima del sitio original y lo rodearon de un murete o parapeto, formado por losas de mármol blanco hincadas verticalmente, que tienen restos de restauraciones. El nuevo santuario quedaba justo afuera de los Rostra, la plataforma de los oradores senatoriales.
Por debajo, estaban los restos, datables en la primera mitad del siglo VI a. C.

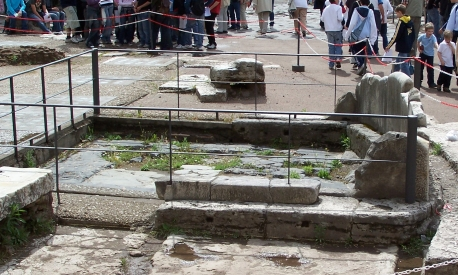
Vestigios del segundo santuario del Lapis niger, cerca de la Curia, en el Foro Romano
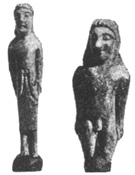
Estatuas dedicatorias encontradas en el yacimiento del Lapis Niger.

## La inscripción
La inscripción en el cipo prismático tiene varias características interesantes. La tipografía se acerca más al alfabeto griego que a ningún alfabeto latino conocido, puesto que está cronológicamente más cercano al préstamo original del alfabeto griego por gentes de Italia de las colonias griegas en Italia, como Cumas. La forma de las letras latino-etruscas y la escritura bustrofédica garantizan la gran antigüedad del monumento, superior, y quizá mucho, al año 500 a. C. En tiempos republicanos, los romanos ya no entendían ni la escritura ni la lengua. Es posible incluso que Dionisio de Halicarnaso las creyese griegas, si se refiere a este cipo cuando escribe (II, 54): «Con los despojos dedicó (Rómulo) una cuadriga de bronce a Vulcano y allí al lado levantó su propia estatua y una estela en que enumeraba sus hazañas en una inscripción en letras griegas». Esa confusión se debería a que este tipo de letras obedece al préstamo del alfabeto griego por parte de los pueblos de la Italia meridional, que eran en su mayoría colonias griegas, como Cumas. 

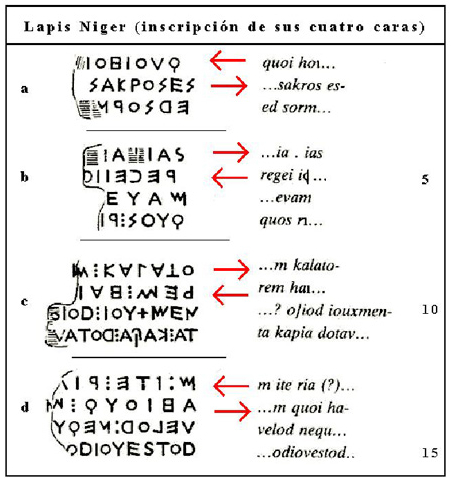
Texto de la Lapis Niger en su forma original y en escritura latina actual.

Los renglones discurren en sentido horizontal, por lo que las letras se encuentran acostadas. También, la inscripción está escrita en bustrofedónica (es decir, como los bueyes trazan de un extremo al otro del campo el surco del arado): se leen de derecha a izquierda en un renglón y de izquierda a derecha en el siguiente. Muchas de las inscripciones latinas más antiguas están escritas en este estilo. Sólo las líneas 11 y 12 corren en el mismo sentido. El significado de la inscripción es difícil de discernir puesto que faltan el principio y el final y sólo sobrevive un tercio de una mitad de cada línea. Parece, sin embargo, dedicar el santuario a un rex o rey y a lanzar graves maldiciones a cualquiera que osara perturbarlo.   
Su transcripción en escritura latina actual es como sigue:
- Lado a, oeste: QVOI·HOI·SAKROS·ES·ED·SORD
- Lado b, norte: OKAFHAS·RECEI·IO·EVAM·QVOSRE
- Lado c, este: M·KALATO·REM·HAB·TOD·IOUXMEN·TA·KAPIA·DOTAV
- Lado d, sur: M·I·TERPE·M·QVOI·HA·VELOD·NEQV·IOD·IOVESTOD

En la arista entre el primero y el último lado hay un renglón más, en letras más pequeñas, que dicen LOIVQVIOODQO. 
Johannes Stroux ha intentado interpretar el significado del fragmento superviviente, y también Georges Dumézil y Robert E. A. Palmer.
A continuación, la lectura que hace Dumézil de la inscripción (a la derecha la lectura que da Arthur E. Gordon):
|  | I a 1 quoiho... b 2-3 sakros: es/ed:sord... II a 4-5 ...iaias/recei: lo... b 6-7 ...euam/quos: re... III a 8-9 ...m: kalato/rem: ha.... b 10-11 ...od: io: uxmen/takapia: dotau... IV a 12 ...m: i: te: r p e b 13-14 ...m: quoiha/uelod: nequ... c 15 ...od: iouestod/ V 16 loiuquiodpo | qvoiho[.]... (or qvoi hoi...) sakros:es/ed:sord... ...[..]a[..]as/recei: ic (or io) ...evam/qvos: re... ...m:kalato/rem: hab (or hal) ...tod:iovxmen/ta: kapia:duo:tavr... m: iter[..]... ...m:qvoiha/velod: neqv... ...[.]od:iovestod/ loivqviodqo... |

(Los números romanos representan las cuatro caras del cippus (pedestal) más el borde. Fragmentos de cada cara están marcados con letras (a, b, c). Los números arábigos señalan líneas. Un signo (/) marca el final de una línea.
(Las letras cuya lectura es insegura o discutida se dan en itálica). (La extensión de la laguna tampoco se sabe: puede variar de 1/2 a 2/3 o incluso más).
(En la lectura de Gordon la v de duo en la línea 11 se lee inscrita en el interior de la o).
Dumézil declinó interpretar las primeras siete líneas con la alegación de que la inscripción estaba demasiado dañada, al tiempo que reconocía que era una prohibición bajo amenaza. 
El intento de Dumézil se basa en la asunción de un paralelismo de algunos puntos del texto fragmentario inscrito en el monumento y un pasaje de De divinatione (II 36. 77) de Cicerón. En ese pasaje, Cicerón discutiendo las precauciones adoptadas por los augures para evitar auspicios embarazosos, afirma: "...a esto se parece lo que los augures prescriben, para evitar la ocurrencia de los iuges auspicium, que ellos ordenan liberar del yugo a los animales (que están uncidos)".
Ellos aquí denota los calatores, esclavos públicos que los augures y otros sacerdotes (sacerdotes) tenían a su servicio, y quienes, en el pasaje citado, son ejecutar órdenes dirigidas a evitar que los profanos lo dañasen y, por su acción inconsciente, dejándolo vacío, la operación sagrada.
Incluso aunque sea imposible conectar significativamente con el resto del texto, la mención del rex en este contexto sería significativa de cómo, en la época de la monarquía romana, el augurio se consideraba que pertenecía al rey: Cicerón en el mismo tratado afirma: "La adivinación, así como la sabiduría, era considerada regal".
Los iuges auspicium son definidos así por Pablo el Diácono: "Los iuges auspicium acontecen cuando un animal bajo el yugo se hace excrementos".
Varrón al explicar el significado del nombre de la Via Sacra, afirma que los augures, avanzando a lo largo de esta calle después de dejar el arx usado para inaugurar. Es obvio que mientras avanzaban por la Via Sacra debían evitar encontrarse con un iuges auspicium. Como la Via Sacra empieza en el Capitolio y se extiende a lo largo de todo el Foro, en el descenso desde la colina al Foro el primer cruce con el que se encuentran, esto es, el primer lugar donde el incidente en cuestión podía ocurrir, fue llamado Vicus Iugarius: Dumézil cree que su nombre debe entenderse de acuerdo a la prescripción establecida sobre el tema. De hecho el Comitium, donde se encontró el cippus, está muy cerca al lado izquierdo de su cruce. Este hecho haría natural que el cippus se colocara exactamente allí, como una advertencia a los peatones de lo que podía ocurrir del orden de los calatores.
En apoyo de tal interpretación de la inscripción, Dumézil enfatiza la apariencia de la palabra recei (caso dativo de rex). Las líneas 8-9 pueden leerse como: (el augur o el rex) [...iubet suu]m calatorem ha[ec *calare], las líneas 10-11 podrían ser [...iug]ō (o [...subiugi]ō o [...iugari]ō) iumenta capiat, esto es: "que él toma los animales uncidos de debajo del yugo" (con un prefijo de separación ex o de antes del ablativo como en Odisea IX 416: "άπο μεν λίθον ειλε θυράων" = capere). La línea 12 podría según esto interpretarse como: [...uti augur/ rex ad...-]m iter pe[rficiat.
Las líneas restantes podrían interpretarse de manera similar, desde el punto de vista de Dumézil: iustum y liquidum son términos técnicos usados como auspicios cualificados, queriendo decir regular, tomado correctamente y favorables. Más aún, la forma original del latín clásico aluus, abdomen y también heces, como se atestigua aún en Catón el Viejo fue *aulos, que Max Niedermann sobre la base del lituano reconstruye como * au(e)los. La h en quoihauelod denotaría un hiato como en ahēn(e)us, huhuic (esto es, bisílabo huic). Dumézil luego propone la siguiente interpretación para las líneas 12-16: ... ne,  descensa tunc iunctorum iumentoru]m cui aluo, nequ[eatur (operación religisa bajo maldición en el infinitivo pasivo) auspici]o iusto liquido. El hiato marcado por h en la línea 13 requeriría leer la palabra antecedente como quoii, dativo de quoi: quoiei es el dativo antiguo del pronombre relativo acentuado, pero uno puede suponer que en el pronombre indefinido enclítico el dativo podría haberse reducido pronto a quoiī. La e en auelod puede verse una vocal irracional como en numerus de *nom-zo: cf. etrusco Avile. Por lo que se refiere a loi(u)quod puede ser una forma arcaica de un tipo que puede citarse en otras ocasiones, como lucidus y Lucius, fluuidus y flŭuius, liuidus y Līuius.
Michael Grant, en su libro Roman Forum escribe: "La inscripción que se encuentra debajo del mármol negro... claramente representa un pedazo de ley ritual... Las palabras iniciales son traducibles como una advertencia que un hombre que daña, contamina o viola el lugar sería maldito. Una reconstrucción del texto la interpreta como que se refiere a la mala fortuna que podría causar si dos cabezas de ganado unidas bajo el yugo, pasaran al tiempo en que sueltan excremento simultáneamente. La coincidencia sería un augurio peligroso".
Que la inscripción pudiera contener algunas leyes de un período muy temprano es algo que también reconoce Allen C. Johnson.
En lugar de eso, Palmerm sobre la base de un análisis detallado de cada palabra reconocible, dio la siguiente interpretación de esta inscripción, que él también considera que es una ley:
"Quien quiera (que violase) esta (arboleda), sea maldito. (Que nadie arroje) desechos (ni lance un cuerpo...). Seamos legales al rey (para sacrificar una vaca en compensación). (Que pague) una (multa) por cada (ofensa). A quien el rey (sancione, que entregue vacas). (Deja que el rey tenga un ---) heraldo. (Que unza) a una pareja, dos cabezas, estéril... A lo largo de la ruta... (Él) que no (sacrificará) con un animal joven... en... asamblea legal en la arboleda...".

## En la actualidad
Hoy en día se cree que el lugar donde se encuentra la Lapis Niger puede representar el Heroon, monumento fúnebre al fundador de la ciudad, protector de las antiguas asambleas del pueblo romano.
En la actualidad, la Lapis Niger es visitable bajando por una escalerilla, cerca del ángulo noroccidental de la plaza del Foro. Se encuentra entre el Comicio y la Basa de Arcadio, Honorio y Teodosio, cerca de la Curia Julia y la basílica Fulvia-Emilia. Es un pequeño espacio pavimentado por piedras negras y delimitado por placas de mármol hincadas verticalmente. El Niger Lapis cubre restos arcaicos datables de la primera mitad del siglo VI a. C.